# Напад на пошту в Городку
Напад на пошту в Городку — експропріаційний акт, здійснений членами ОУН 30 листопада 1932 року у місті Городку Ягеллонському, нині — райцентрі Львівської області України.

## Підготування акції
ОУН для реалізації своєї діяльності потребувала, окрім людських, також фінансових ресурсів, які залучали двома шляхами: збором добровільних пожертв серед українського населення та примусовим вилученням коштів у польських державних інституцій.
До 1932 року вже було здійснено досить багато експропріаційних актів, які забезпечили організацію грішми, а також виконали важливе пропагандистське значення.
Цю акцію організував крайовий керівник ОУН на Західноукраїнських землях Богдан Кордюк — «Новий». Після кількамісячного вивчення інформації Кордюк обрав об'єктом нападу поштовий уряд у місті Городку в останні дні листопада 1932 року. За його інформацією, на цій пошті нібито не було належної поліційної охорони, а розташування будинку на території було вдале для відступу бойовиків.
26 листопада у Львові відбулася нарада за участю крайового провідника ОУН Богдана Кордюка, а також Романа Шухевича і Миколи Лебедя. Під час наради для участі у нападі було обрано 12 бойовиків ОУН із різних місцевостей: Юрій Березинський — керівник групи, а також Дмитро Данилишин, Василь Білас, Маріян Жураківський, Петро Максимців, Степан Долинський, Степан Куспісь, Степан Мащак, Володимир Старик, Григорій Файда, Степан Цап та Григорій Купецький.

## План нападу

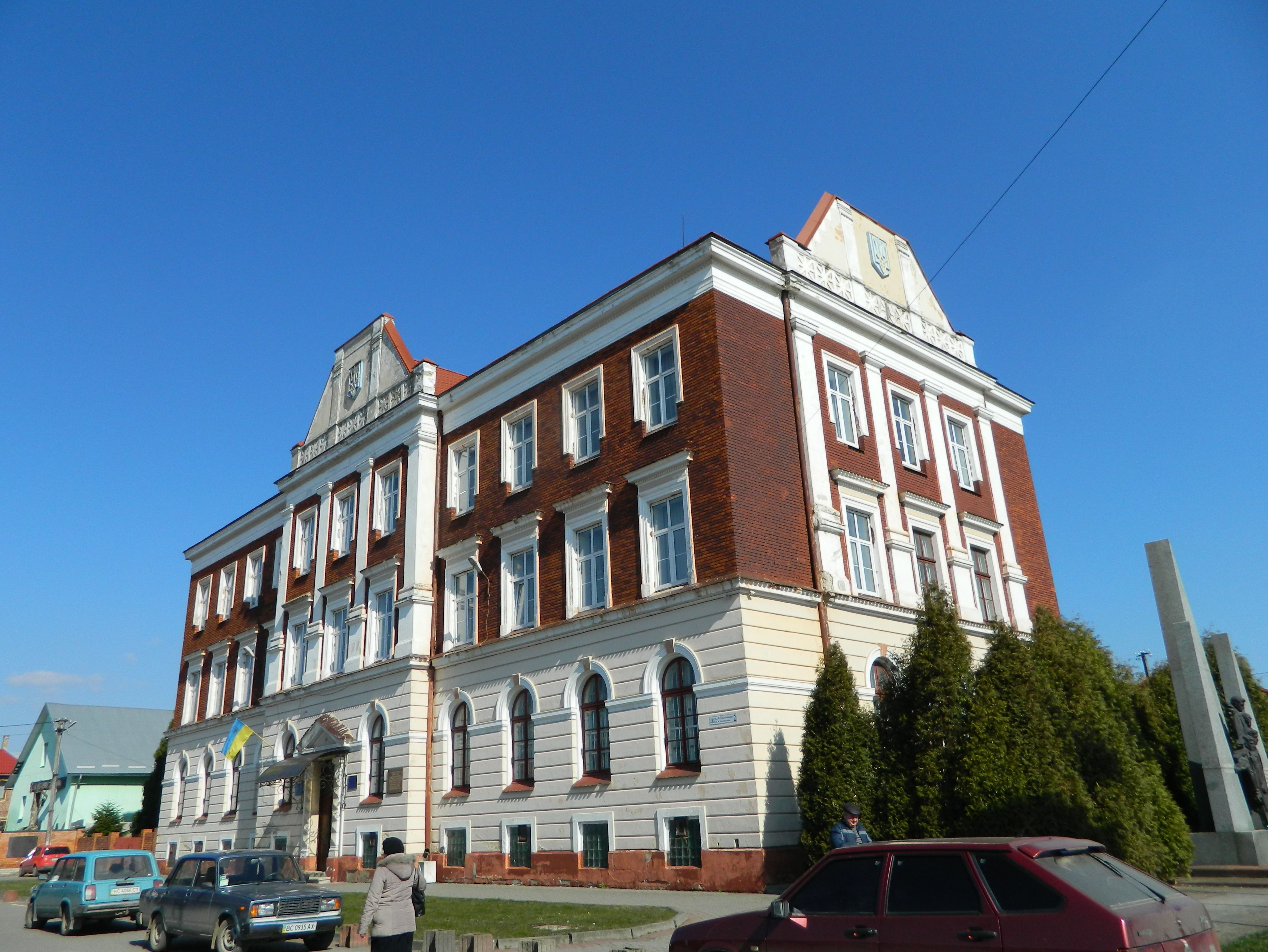
Будівля пошти у 2016 році

Згідно з планом, напад мав відбутися 29 листопада о 16:55. Вибрані бойовики потайки прибули до Львова, а звідти поодинці виїхали в Городок. Керівництво акцією обійняв Юрій Березинський, як найбільш досвідчений, та виконавець вдалого замаху на комісара польської поліції Еміліяна Чеховського. План передбачав, що бойовики змусять усіх присутніх у приміщенні пошти підняти руки догори і забезпечать відступ Василеві Біласу та Дмитру Данилишину, які мали забрати гроші з каси.
Передбачалося, що акція відбудеться без стрільби: вести вогонь дозволялося лише в разі крайньої потреби. 28 листопада 1932 року у квартирі, в якій мешкав на той час Юрій Березинський, відбулася ще одна нарада боївкарів. Кожен з учасників отримав план пошти, карту місцевості, персональні завдання та зброю. Спеціальний одяг для боївкарів закупив Володимир Нидза, а медикаменти — Катерина Зарицька.

## Перебіг акції

Некролог у газеті «Сурма» на смерть Юрія Березинського, Володимира Старика та страчених Василя Біласа і Дмитра Данилишина

Пам'ятник загиблим і страченим учасникам нападу на пошту в Городку: Юрію Березинському, Володимиру Старику, Василю Біласу і Дмитру Данилишину

Однак із самого початку все пішло не так, як планувалося. У Городку бойовики зустрілися у відлюдному місці точно в умовлений час, але в останню хвилину виявили, що бракує запасних набоїв до револьверів. Крім того, цього дня раптово помер начальник пошти. Все це змусило перенести час нападу на наступний день. Бойовики двома групами пішли до найближчого села, яке було добре відоме Степану Куспісю, непомітно зайшли до однієї селянської клуні, де, непомічені навіть господарями, пробули ніч і наступний день. Таким чином, день нападу зсунувся з щасливого дня вівторка на середу…
У середу 30 листопада учасники нападу двома групами чисельністю 5 і 6 осіб знову вирушили до Городка, і рівно о 16:55 із двох різних боків вулиці наблизилися до будинку пошти та увійшли до неї, надягнувши на обличчя маски. Бойовики розбилися на чотири групи: одні увійшли до приміщення пошти, другі мали на меті суто касу, третя група блокувала телефонні апарати, четверта залишилася в коридорі для прикриття.
Але напад склався невдало. Несподіванкою для бойовиків стало те, що всі поштові службовці, колишні вояки легіону Пілсудського, всупереч інструкціям мали при собі револьвери. Щойно бойовики зайшли до залу і запропонували всім підняти руки догори, на них посипалися постріли, а двері каси замкнулися. За іншими даними, першим стріляти почав саме Юрій Березинський, який контролював п'ять працівників пошти. Не витрачаючи часу, Дмитро Данилишин вистрілив кілька разів у двері каси, вибив вікно, через яке видавалися гроші, а Василь Білас через це вікно проник до каси і забрав гроші. Після цього Василь Білас та Дмитро Данилишин негайно вибігли з будинку, давши умовлений знак бойовикам, що слід відступати.
Але й тут усе склалося не так, як очікувалося. Коли бойовики вибігали з пошти, у них стали стріляти з будинків, розташованих біля поштового будинку. Тому довелося відбиватися й на вулиці.
Юрій-Мирослав Березинський отримав дуже серйозне поранення під час перестрілки і впав, щойно вибігши на вулицю. Щоб не потрапити живим у руки ворога, застрелився. Загинув і Володимир Старик, якого вбили пострілами з будинків на вулиці. Бойовики Степан Куспісь, Дмитро Данилишин, Маріян Жураківський, Степан Мащак та Григорій Купецький отримали поранення в руки та ноги.
Далі бойовики розділилися: шестеро з них під керівництвом Григорія Файди з грошима пішли до Львова, а Дмитро Данилишин, Василь Білас та Степан Куспісь — на залізничну станцію до Глинної Наварії, щоб сісти на потяг. Через день польська поліція заарештувала Дмитра Данилишина та Василя Біласа.

## «Наглий суд» над учасниками нападу

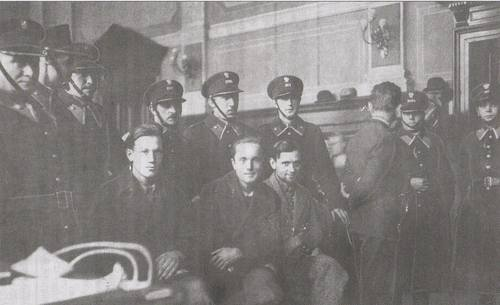
Зліва направо: Василь Білас, Дмитро Данилишин, Маріян Жураківський під час судового процесу 17—22.12.1932 у Львові

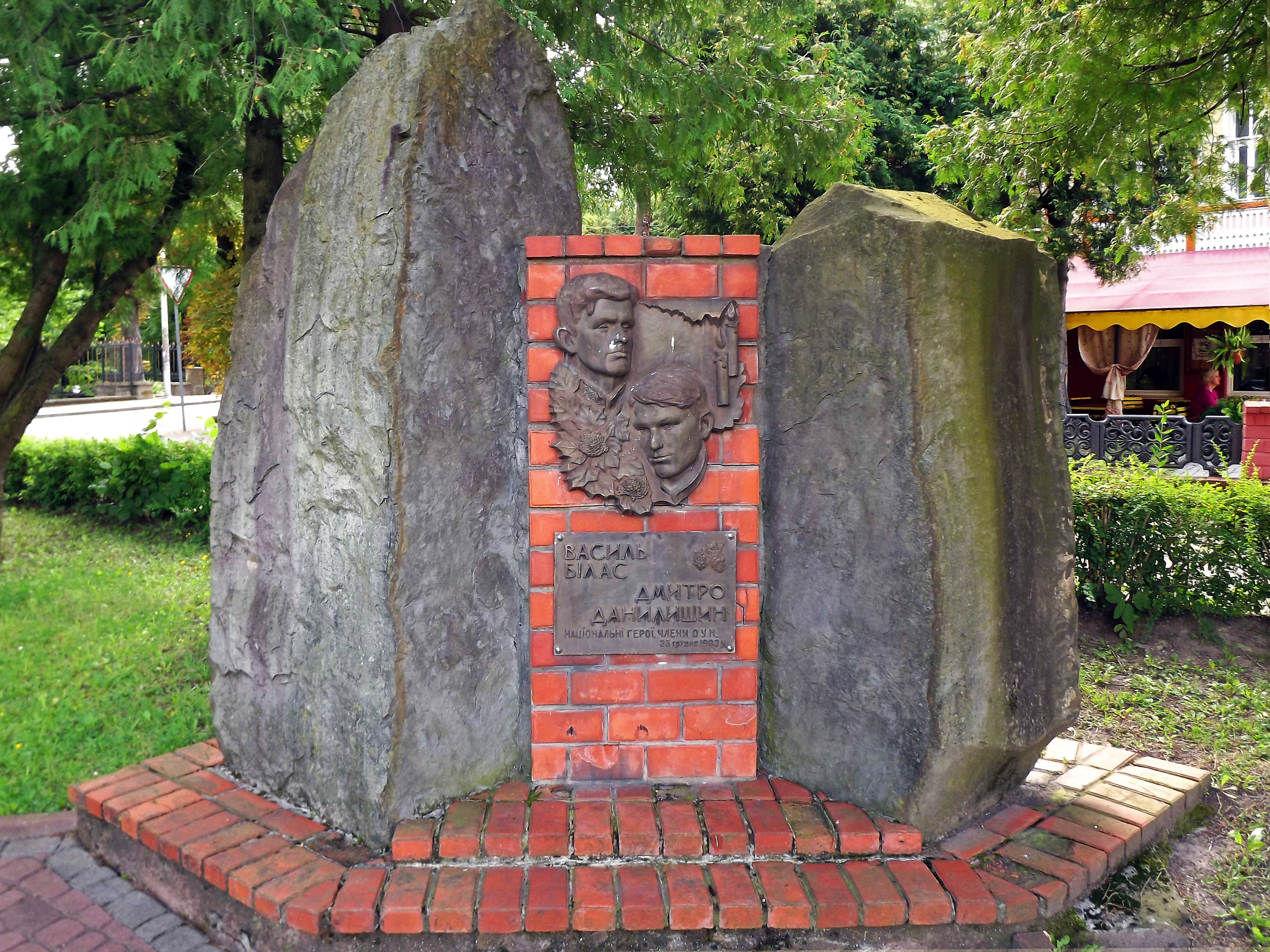
Пам'ятник Біласу та Данилишину в Трускавці

«Наглий суд» над трьома учасниками нападу на пошту в Городку та одним членом ОУН, обвинуваченим у співучасті в даній справі, відбувся у Львові протягом 17—22 грудня 1932 року.
Суд був відкритим. На лаві підсудних опинились: Дмитро Данилишин, Василь Білас, Маріян Жураківський — безпосередні учасники нападу та Зенон Коссак — за співучасть в організації акції. Підсудні трималися гідно. Дмитро Данилишин в останньому слові сказав:
| Я знаю, що мене жде. Я був і є на все приготований. Тільки шкодую, що не зможу дальше працювати для нашої неньки України![2] |
Усі троє ув'язнених учасників нападу отримали у вирок смертну кару, однак Маріяну Жураківському президент Польщі її замінив на 15 років тюрми.
Василя Біласа та Дмитра Данилишина було страчено 23 грудня 1932 року у Львові.

## Відображення події в мистецтві
- Незламні (фільм)
- Екс (фільм)